# 薩默代爾 (新澤西州)
薩默代爾（英語：Somerdale）是位於美國新澤西州康登縣的自治市鎮。

## 人口
根據2020年美國人口普查的數據，薩默代爾的面積為3.61平方千米，皆為陸地。當地共有人口5566人，而人口密度為每平方千米1,542人。